# FC Queen’s Park
Der FC Queen’s Park (offiziell: Queen’s Park Football Club) ist ein schottischer Fußballverein aus Glasgow mit langer Geschichte und Tradition. Seine Heimspiele trägt er im Hampden Park aus, demselben Stadion, in dem auch die schottische Nationalmannschaft ihre Spiele austrägt. Der Verein war verantwortlich für die Aufnahme von Latten an Fußballtoren, Freistößen und Halbzeiten in das Regelwerk. Eine Reise nach Irland, um gegen die Caledonians zu spielen, rief so viel Aufmerksamkeit hervor, dass kurz darauf die erste irische Fußballmannschaft gegründet wurde – der Cliftonville FC. Queen’s Park ist nach Celtic und den Rangers der dritterfolgreichste Verein im schottischen Pokal mit zehn gewonnenen Titeln. Der Amateurstatus von Queens Park spiegelt sich auch im Vereinsmotto wider: „Ludere causa Ludendi“ – „Zu spielen um des Spieles willen“.
Der Verein spielt in der zweitklassigen Scottish Championship.

## Vereinsgeschichte
Queen’s Park, auch The Hoops oder The Spiders genannt, wurde am 9. Juli 1867 gegründet und ist damit der älteste Verein Schottlands. Zum damaligen Zeitpunkt gab es noch kein Regelwerk und der Verein entwickelte ein eigenes. Unter diesen Regeln, denen von Queen’s Park, fand am 30. November 1872, das erste Länderspiel zwischen Schottland und England statt. Die schottische Mannschaft bestand dabei ausschließlich aus Spielern des QPFC. Die Trikots waren Blau, wie sie auch heute noch bei der schottischen Nationalmannschaft zu finden sind. Das Spiel endete vor 4.000 Zuschauern mit einem 0:0.

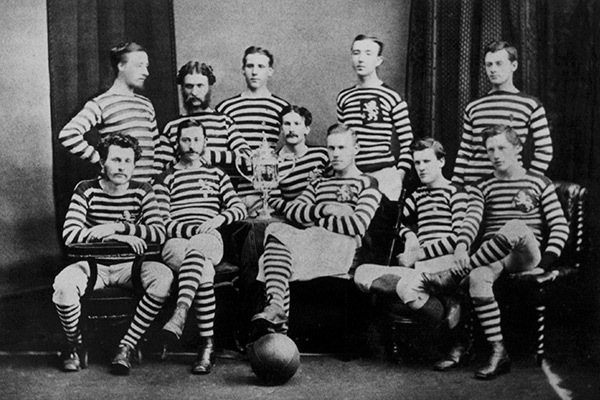
Queens Park 1874

1872 wurde man zum ersten Mal zum englischen FA Cup eingeladen, um nur ein Jahr später die Scottish Football Association zu gründen und den schottischen Pokal ins Leben zu rufen. Queen’s Park war ein Gründungsmitglied des schottischen Fußballverbandes. Man wechselte 1873 auch die Heimtrikots, vom traditionellen Blau zu schwarz-weißen Querstreifen, womit der Verein auch seinen Spitznamen The Hoops hatte. 1874 feierte man auch den ersten Erfolg der Vereinsgeschichte mit dem Gewinn des schottischen Pokals. Diesen Triumph konnte man noch zwei weitere Male in den beiden Folgejahren wiederholen und somit insgesamt dreimal den Pokal hintereinander gewinnen. Dasselbe Kunststück gelang dann noch einmal von 1880 bis 1882, ehe man 1893 zum zehnten und letzten Mal den Pokal gewinnen konnte. 1884 und 1885 nahm man erneut am englischen FA Cup teil. Beide Male erreichte man das Finale, unterlag aber jeweils den Blackburn Rovers.
Ab 1900 war man nicht mehr sonderlich erfolgreich. Was wohl vor allem auch daran lag, dass der Verein jegliche Form von Professionalismus im Spiel ablehnte, ehemalige Profispieler aus anderen Mannschaften durften nicht bei Queen’s Park spielen. 1890 lehnte es der Verein ab, der neu gegründeten Scottish League beizutreten. Der Verein fürchtete ebenfalls, dass die Liga den Sport dominieren könnte und den Untergang der kleineren Vereine herbeiführen könnte. Obwohl sich das heute als wahr erweist, hörten sechs der Gründungsmitglieder der Liga bald nach der Gründung auf zu existieren. Queen’s Park wurden von der Liga vernachlässigt, und so nahmen sie 1900 die Gelegenheit wahr, beizutreten. 
Besondere Umstände erlaubten es Queen’s Park, gleich in die First Division gewählt zu werden, die Second Division also zu „überspringen“. Dem Verein wurde später keine besondere Behandlung von der Liga gewährt, er war zwar lange Zeit deren einziger Amateurverein, musste sich aber mehrfach als Tabellenletzter oder -vorletzter der üblichen Wiederwahl stellen, jedes Mal mit Erfolg. Sportlichen Direktab- und Aufstieg gab es erstmals 1921/22 nach der Wiederbelebung der Second Division. In der Saison war Queen’s Park einer der ersten drei Absteiger.
Die letzten nennenswerten Erfolge waren der Gewinn der Second Division 1923 und 1956.
Erst in den 1990er Jahren wurde es ehemaligen Profispielern erlaubt, für den Verein zu spielen, was vielen der besseren Spieler ermöglichte für Queen’s Park zu spielen. Erst unter dem Einfluss von Trainer John McCormack erlaubte es das Management des Vereins, dass Spieler von Profivereinen ausgeliehen werden.
Am Ende der Saison 2006/07 stand nach sechs Jahren Drittklassigkeit der Aufstieg in die Scottish Football League Second Division. 2008 entging man als Achter noch knapp dem Abstieg, der dann aber ein Jahr später nach einem verloren Play-off-Spiel doch angetreten werden musste.

## Fans und Support
Die Queen’s-Park-Fans sind dafür bekannt, gemessen an der Größe des Vereins recht zahlreich zu den Auswärtsspielen zu reisen. Traditionell kommen die Fans aus dem Südosten von Glasgow und sind weniger konfessionsgebunden als die beiden großen Glasgower Vereine Celtic und Rangers.
Seit 2005 besteht eine Fanfreundschaft mit der SG Wattenscheid 09. Diese kam während eines Trainingslagers in Wattenscheid zustande.
Vor etwas mehr als 50 Jahren wurde die Queen’s Park Supporters Association gegründet, eine Art Fanvereinigung, welche es zum Ziel hatte, das gemeinsame Interesse am Verein zu teilen. Während der letzten Jahre stieg die Mitgliedszahl stetig an. Neben Auswärtsfahrten und dem Fanshop betreut die Vereinigung auch das Vereinsfernsehen. So kann man sich auf der Vereinswebsite die Highlights der Spiele ansehen. Dieser Service ist in den unteren Ligen Schottlands eine Seltenheit.
Obwohl im Durchschnitt nur 750 Fans den Ligaspielen beiwohnen, trägt der FC Queen’s Park seine Heimspiele im 52.500 Zuschauer fassenden Hampden Park aus.

## Stadion

Das Klubhaus des zweiten Hampden Parks, 1889

Der erste Hampden Park wurde von 1872 bis 1873 errichtet und das erste Spiel fand am 25. Oktober 1873 statt. Queens Park spielte gegen Dumbreck im schottischen Pokal. Das erste Finale des schottischen Pokalwettbewerbs fand 1874 ebenfalls im Hampden Park statt. Eine vorgeschlagene Verlängerung einer Eisenbahnstrecke nach Cathcart zwang die Hoops 1883 das Stadion zu wechseln. Für ein Jahr spielte man dann im Titwood Park des FC Clydesdale. 1884 zog man dann in das neue Stadion um, welches ebenfalls den Namen Hampden Park erhielt und nicht weit entfernt vom alten Hampden Park gelegen war. Es war ein multifunktionales Stadion mit Drehkreuzen am Eingang. Es war das erste seiner Art. In diesem Stadion fand dann später auch das erste Finale eines Pokalwettbewerbs zwischen Celtic und Rangers statt. 
Das zweite Hampden Park Stadion wurde später an Third Lanark verkauft und in Cathkin Park umbenannt.
In den späten 1890er Jahren wurde dieses Stadion aufgrund des großen Zuschauerinteresses zu klein und man begann die Planungen für ein neues Stadion. Es wurde ein zwölf Hektar großes Farmland auf dem Mount Florida gekauft und der dritte und jetzige Hampden Park errichtet. Das erste Spiel fand am 31. Oktober 1903 statt, zwischen Queen’s Park FC und Celtic Glasgow.
Das Stadion trägt seinen Namen nach John Hampden, einem englischen Politiker aus Westminster.

## Erfolge
Meisterschaften
- Scottish League Division Two
  - Meister (2): 1922/23, 1955/56
- Scottish Second Division:
  - Meister (1): 1980/81
- Scottish Third Division:
  - Meister (1): 1999/2000
  - Play-off-Gewinner (1): 2006/07

Pokalwettbewerbe
- Scottish Cup:
  - Gewinner (10): 1874, 1875, 1876, 1880, 1881, 1882, 1884, 1886, 1890, 1893
- Glasgow Cup:
  - Gewinner (4): 1889, 1890, 1899, 1946
- Sheriff of London Charity Shield:
  - Gewinner (1): 1899

## Spieler
- Charles Campbell, Mittelfeldspieler, gewann achtmal den schottischen Pokal mit QPFC
- Ronnie Simpson, Torhüter, gewann später mit Celtic Glasgow den Cup der Landesmeister 1967
- Robert W. Gardner, Schottlands erster Nationalmannschaftskapitän
- Alex Ferguson, begann seine Karriere bei QPFC, trainierte Manchester United von 1986 bis 2013.
- Malky Mackay, schottischer Nationalspieler; spielt heute für FC Watford
- Simon Donnelly, schottischer Nationalspieler und ehemaliger Spieler bei Celtic Glasgow
- John Lambie, jüngster schottischer Nationalspieler und Kapitän
- Andrew Watson, war der erste farbige Nationalmannschaftsspieler der Welt
- Alan Morton, schottischer Nationalspieler und Mitglied der Wembley Wizards
- Jack Harkness, schottischer Nationalspieler und Mitglied der Wembley Wizards
- Robert Smith McColl, einer der größten Spieler QPFC's und der schottischen Nationalmannschaft
- Ian McCall, heute Trainer von Partick Thistle
- Andy Roxburgh, Trainer der schottischen Nationalmannschaft von 1986 bis 1993
- Bobby Brown, schottischer Nationalspieler und Trainer der schottischen Nationalmannschaft 1967 bis 1971
- Mustafa Mansour, ägyptischer Nationalmannschaftstorhüter während der WM 1934; spielte für QPFC von 1937 bis 1939
- Aiden McGeady, spielte in der Jugend von Queens Park, bevor er zu Celtic wechselte; irischer Nationalspieler

## Trainer
- 1908–1928: John Nutt
- 1928–1946: Bert Manderson
- 1946–1963: Willie Gibson
- 1963–1965: Eddie Turnbull
- 1965–1969: Harold Davis
- 1969–1974: Tommy Duncan
- 1974–1976: Davie McParland
- 1976–1979: Joe Gilroy
- 1979–1994: Eddie Hunter
- 1994–1997: Hugh McCann
- 1997–1998: Graeme Elder
- 1998–2002: John McCormack
- 2002–2004: Kenny Brannigan
- 2004–2008: Billy Stark
- 2008–2013: Gardner Speirs
- 2014–2018: Gus MacPherson
- 2019–2021: Ray McKinnon
- 2021–2022: Laurie Ellis
- 2022: Gardner Speirs
- 2022–2023: Owen Coyle
- 2023: Robin Veldman
- 2024–2025: Callum Davidson

## Wissenswertes
- Als es bei der Gründung des Vereins um den Namen ging, gab es viele Vorschläge. So unter anderem The Celts, The Northern und Morayshire, was auf einen Einfluss der Highlands hinweist. Der Vorschlag Queen’s Park FC gewann am Ende mit einer Stimme Mehrheit.
- Das alte Farmhaus bei Lesser Hampden, genutzt als Umkleidekabine und Klubhaus der Reserve und Jugend, gilt heute unter Fußballhistorikern als das älteste noch erhaltene Fußballgebäude der Welt.
- Queen’s Park war 1951 die erste Mannschaft Schottlands, von der ein Spiel im Fernsehen live übertragen wurde.
- 1922 stiftete der Verein die Siegertrophäe des Pokalwettbewerbs Queen’s Park Shield.

## Rekorde
- Höchster Sieg: 16:0 gegen St. Peters im schottischen Pokal 1885
- Höchste Niederlage: 0:9 gegen den FC Motherwell 1930
- Rekordzuschauerzahl: 95.722 gegen die Glasgow Rangers im schottischen Pokal 1930